# (14017) 1994 NS
(14017) 1994 NS est un astéroïde aréocroiseur découvert en 1994.

## Description
(14017) 1994 NS a été découvert le 4 juillet 1994 à l'observatoire de Nachikatsuura au Japon, par Yoshisada Shimizu et Takeshi Urata.

### Caractéristiques orbitales
L'orbite de cet astéroïde est caractérisée par un demi-grand axe de 2,17 UA, un périhélie de 1,65 UA, une excentricité de 0,24 et une inclinaison de 6,49° par rapport à l'écliptique. Du fait de ces caractéristiques, à savoir un demi-grand axe inférieur à 3,2 UA et un périhélie compris entre 1,3 et 1,666 UA, il croise l'orbite de Mars et est classé, selon la JPL Small-Body Database, comme astéroïde aréocroiseur (aréo venant de Arès).

### Caractéristiques physiques
(14017) 1994 NS a une magnitude absolue (H) de 14,8 et un albédo estimé à 0,089.